# دانيال غريني (رسام)
دانيال غريني (بالإنجليزية: Daniel Greene)‏ هو رسام أمريكي، ولد في 1934.